# Lac de Savine
Ne doit pas être confondu avec Savines-le-Lac.
Le lac de Savine est un petit lac situé à proximité du col Clapier, à 2 447 m d'altitude.

## Géographie
C'est un lac situé à proximité de la frontière entre la France et l'Italie.
Le ruisseau qui en sort (ruisseau de Savine) est un tributaire du ruisseau d'Ambin, dans le bassin de l'Arc.

## Protection environnementale
Dans le vallon de Savine, compris dans la zone périphérique du parc national de la Vanoise, se situent quatre zones humides classées avec les codes 73PNV1127 (0,11 ha), 73PNV1128 (0,33 ha), 73PNV1130 (0,20 ha) et 73PNV1133 (0,15 ha).